# Scopula jejuna
Scopula jejuna är en fjärilsart som beskrevs av Louis Beethoven Prout 1932. Scopula jejuna ingår i släktet Scopula och familjen mätare. Inga underarter finns listade.